# 3798 de Jager
3798 de Jager (2402 T-3) là một tiểu hành tinh vành đai chính được phát hiện ngày 16 tháng 10 năm 1977 bởi Cornelis Johannes van Houten, Ingrid van Houten-Groeneveld và Tom Gehrels ở Đài thiên văn Palomar. Nó được đặt theo tên nhà thiên văn học Hà Lan Cornelis de Jager.